# Johan Gerhard Wilbrenninck
Johan Gerhard Wilbrenninck ('s-Gravenhage, 23 januari 1936 – Wassenaar, 11 januari 2021) was een Nederlands ambassadeur.

## Biografie
Wilbrenninck was een lid van het patriciaatsgeslacht Wilbrenninck en een zoon van VVV-directeur Johannes Catharinus Wilbrenninck (1900-1993) en toonkunstenares Françoise Emilie Eschauzier (1908-1992). Hij trouwde in 1971 met Noël Majolier Hall (1942) met wie hij drie kinderen kreeg.
Hij was in dienst van het ministerie van Buitenlandse Zaken. Hij was onder andere eerste secretaris van de ambassade in Brazilië en later ambassadeur te Singapore.
J.G. Wilbrenninck overleed begin 2021 op 84-jarige leeftijd.